# Hugo Skala
Hugo Skala (* 30. Dezember 1833 in Modena (seit 1860 bei Italien); † 17. September 1913 in Graz) war Baumeister und Abgeordneter zum Österreichischen Abgeordnetenhaus.

## Leben
Hugo Skala war Sohn  des Regiments-Büchsenmachers Josef Skala. Nach dem Besuch der Höheren Technischen Lehranstalt am Joanneum in Graz wurde er zunächst Bau-Eleve beim Heer in der Steiermark und der Kriegsmarine in Istrien und Fiume, dann Baumeister und bis 1858 Stadtingenieur in Fiume sowie Ingenieur im Eisenbahnbau. Ab 1862 war er Zivilingenieur und ab 1864 auch Baumeister (im Bahn- und Hochbau) in Graz.
Von 1875 bis 1879 und von 1884 bis 1889 war er auch Gemeinderat von Graz.
Er war römisch-katholisch und ab 1856 verheiratet mit Anna Klar († Juli 1913), mit der er mindestens drei Töchter und zwei Söhne hatte.

## Politische Funktionen
Hugo Skala war vom 26. April 1892 bis zum 22. Januar 1897 Abgeordneter des Abgeordnetenhauses im Reichsrat (VIII. Legislaturperiode) und vertrat dort für das Kronland Steiermark die Kurie Städte 2 (Graz Vorstädte). Er war der Nachfolger des zurückgetretenen Julius von Derschatta.

## Klubmitgliedschaften
Hugo Skala war Mitglied im Klub der Deutschen Nationalpartei, zunächst als Hospitant, ab dem 5. Mai 1892 als Mitglied.